# Seznam ostrovů Malediv
Seznam ostrovů Malediv uvádí ostrovy na řetězci devatenácti korálových atolů Malediv, který začíná 500 km jihozápadně od břehů Indie a táhne se v délce zhruba 800 km severojižním směrem až pod rovník.

## Obydlené ostrovy
Seřazené podle jednotlivých atolů od severu na jih:

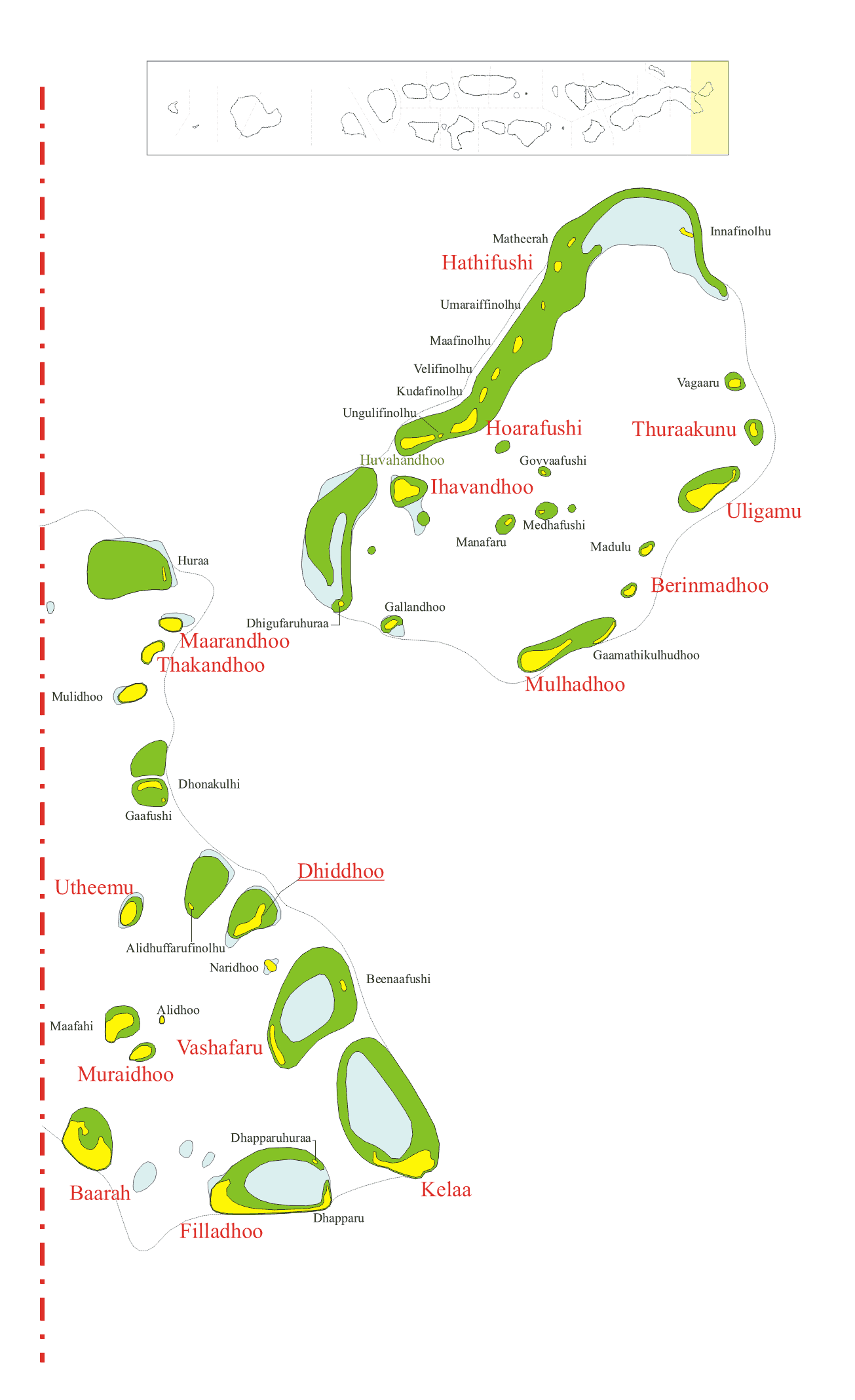
Há Alif atol

## Haa Alif

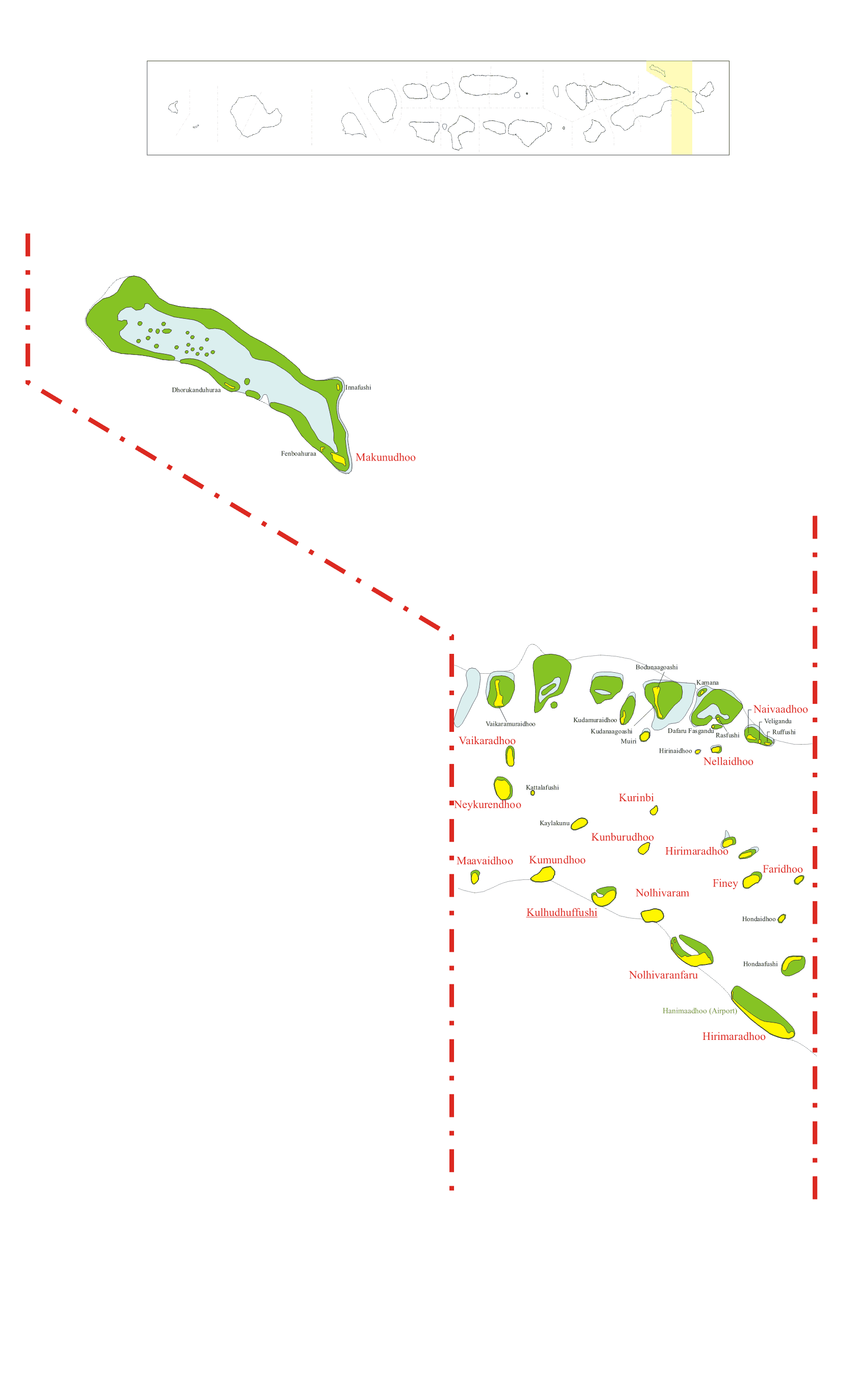
Há Dálu atol

- Bárah
- Berinmadú
- Diddú
- Filladú
- Hatifusi
- Hórafusi
- Ihavandú
- Kelá
- Márandú
- Muladú
- Muraidú
- Takandú
- Turákunu
- Uligamu
- Vasafaru
- Utímu

## Haa Dhaalu

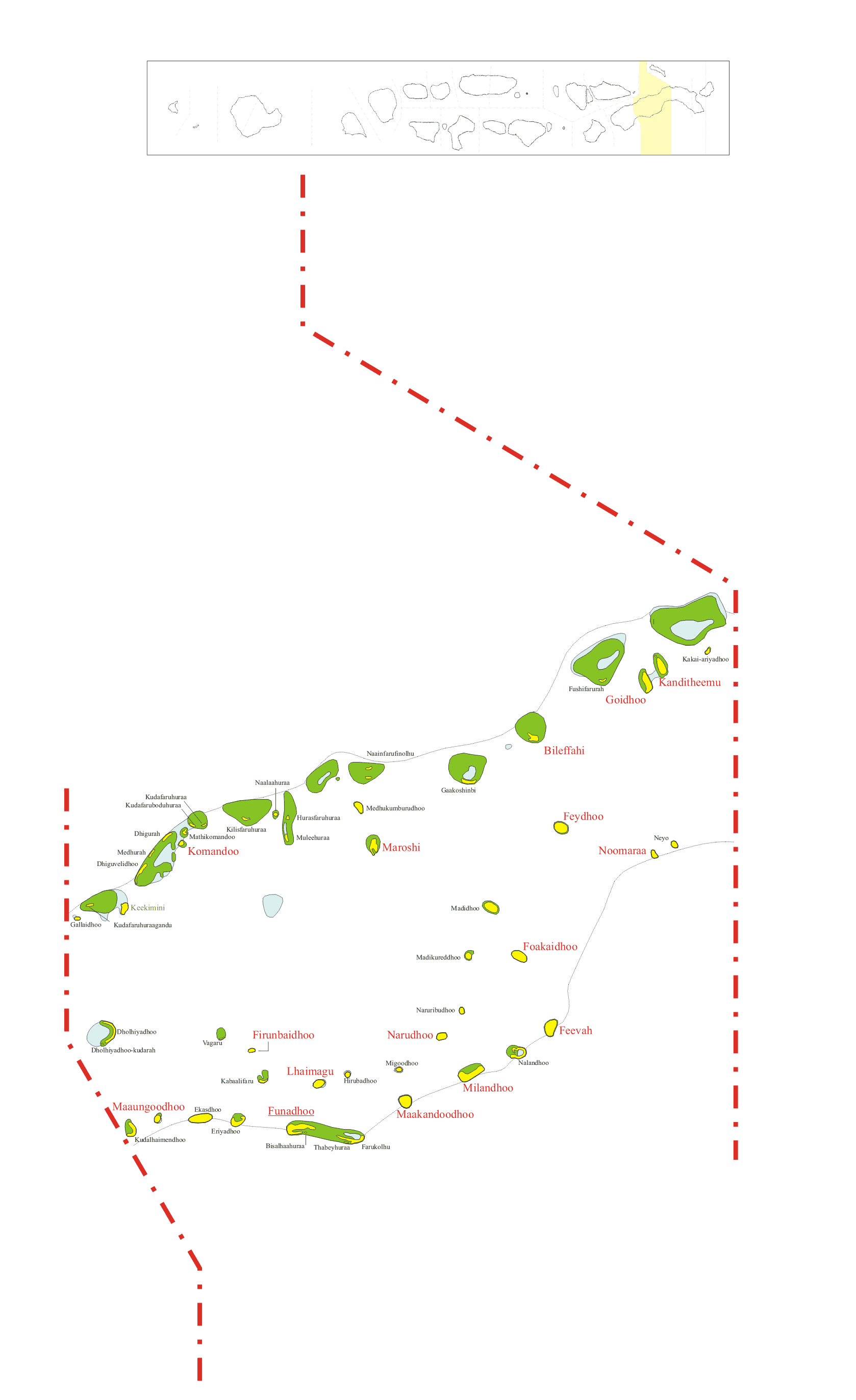
Savijani atol

- Faridú
- Finé
- Hanimádú
- Hirimaradú
- Kuluduffusi
- Kumundú
- Kunburudú
- Kurinbi
- Mávaidú
- Makunudú
- Naivádú
- Nellaidú
- Nékurendú
- Nolivaram
- Nolivaranfaru
- Vaikaradú

## Shaviyani

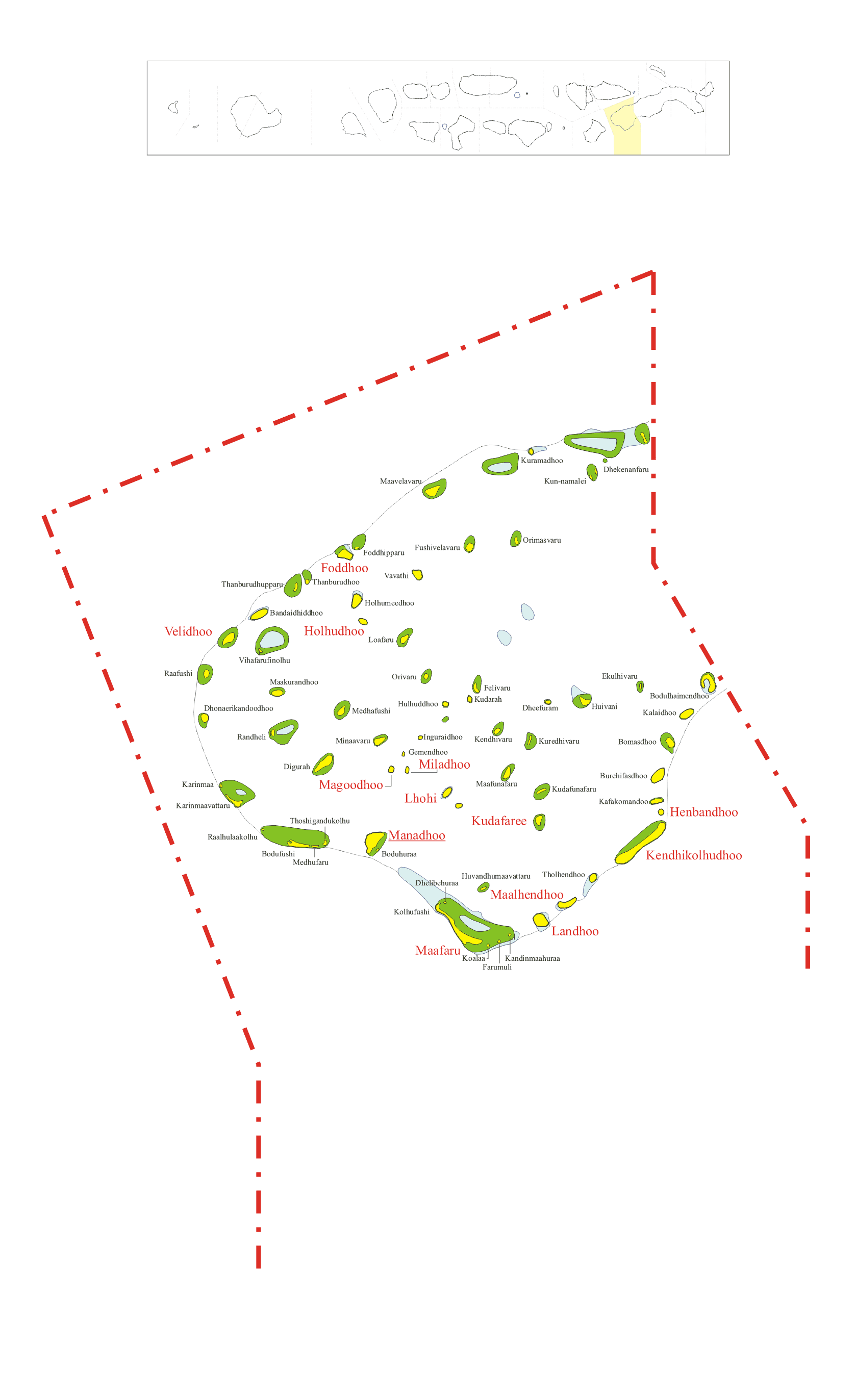
Núnu atol

- Bileffahi
- Fívah
- Fédú
- Fókaidú
- Funadú
- Goidú
- Kanditímu
- Komandú
- Laimagu
- Mákandúdú
- Máungúdú
- Marosi
- Milandú
- Narudú
- Númará

## Noonu

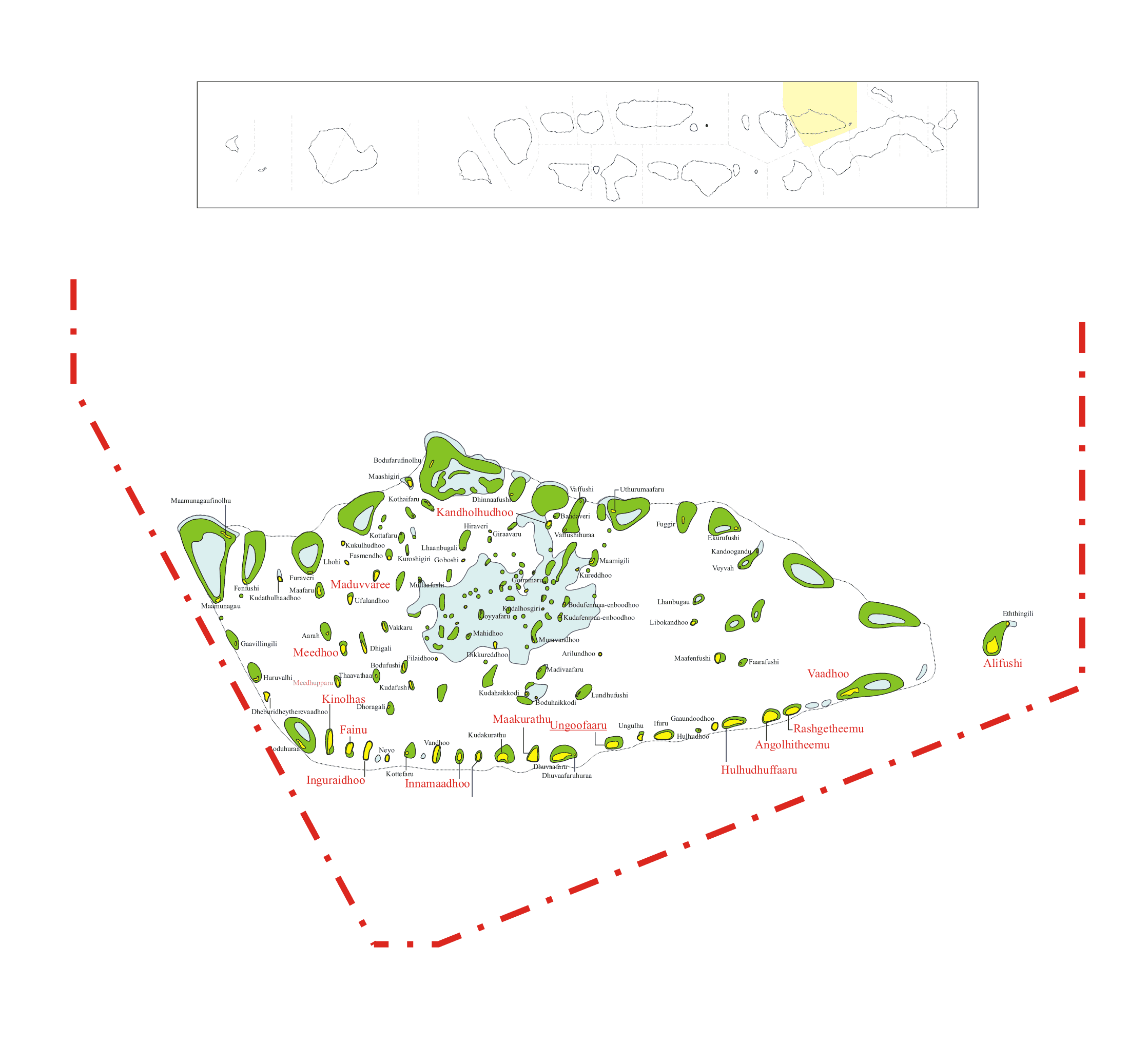
Rá atol

- Foddú
- Henbandú
- Holudú
- Kendikoludú
- Kudafarí
- Landú
- Lohi
- Máfaru
- Málendú
- Magúdú
- Manadú
- Miladú
- Velidú

## Raa

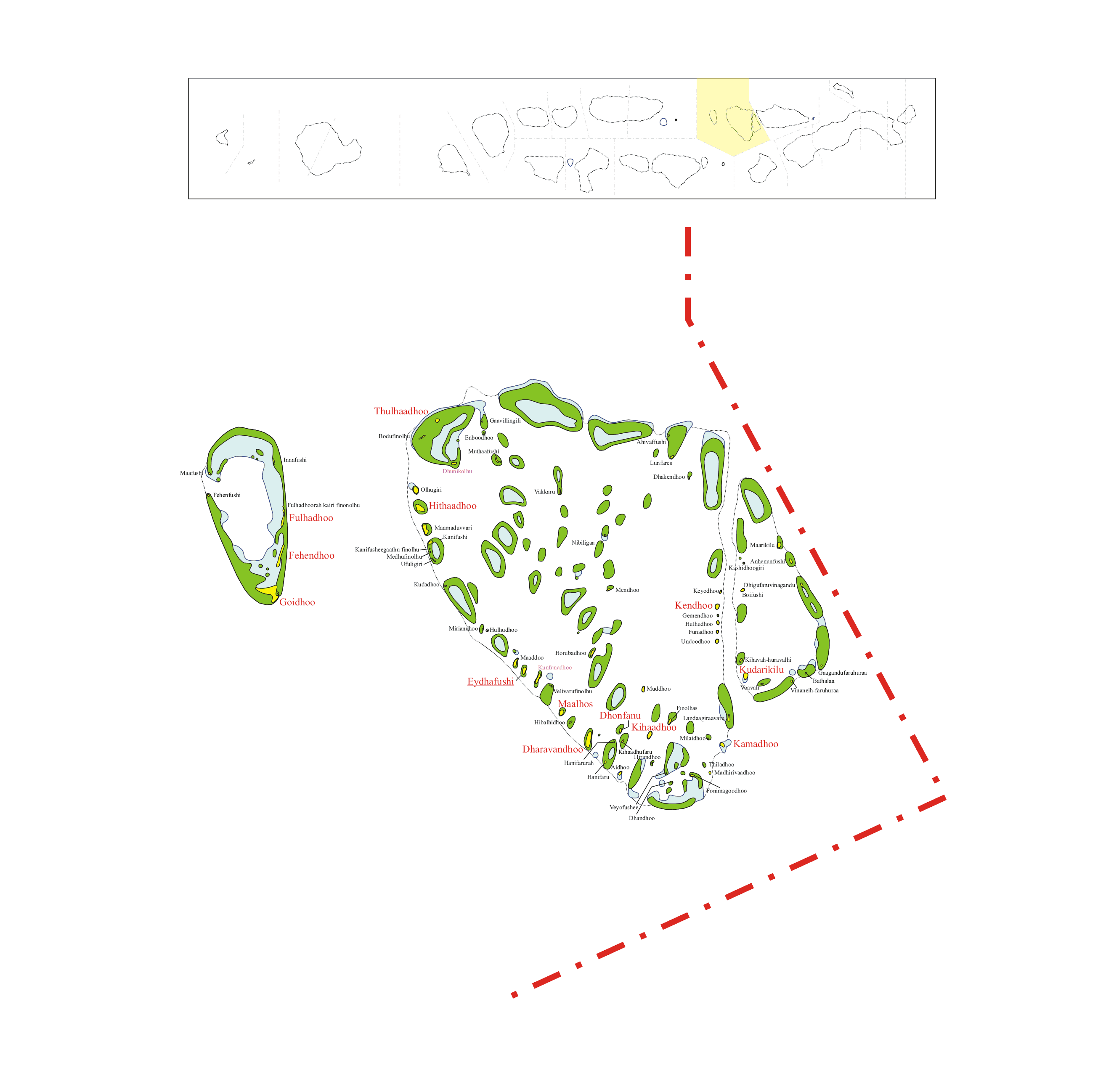
Bá atol

- Alifusi
- Angolitímu
- Fainu
- Huluduffáru
- Inguraidú
- Innamádú
- Kandoludú
- Kinolas
- Mákuratu
- Maduvvarí
- Mídú
- Rasgetímu
- Rasmádú
- Ungúfáru
- Vádú

## Baa

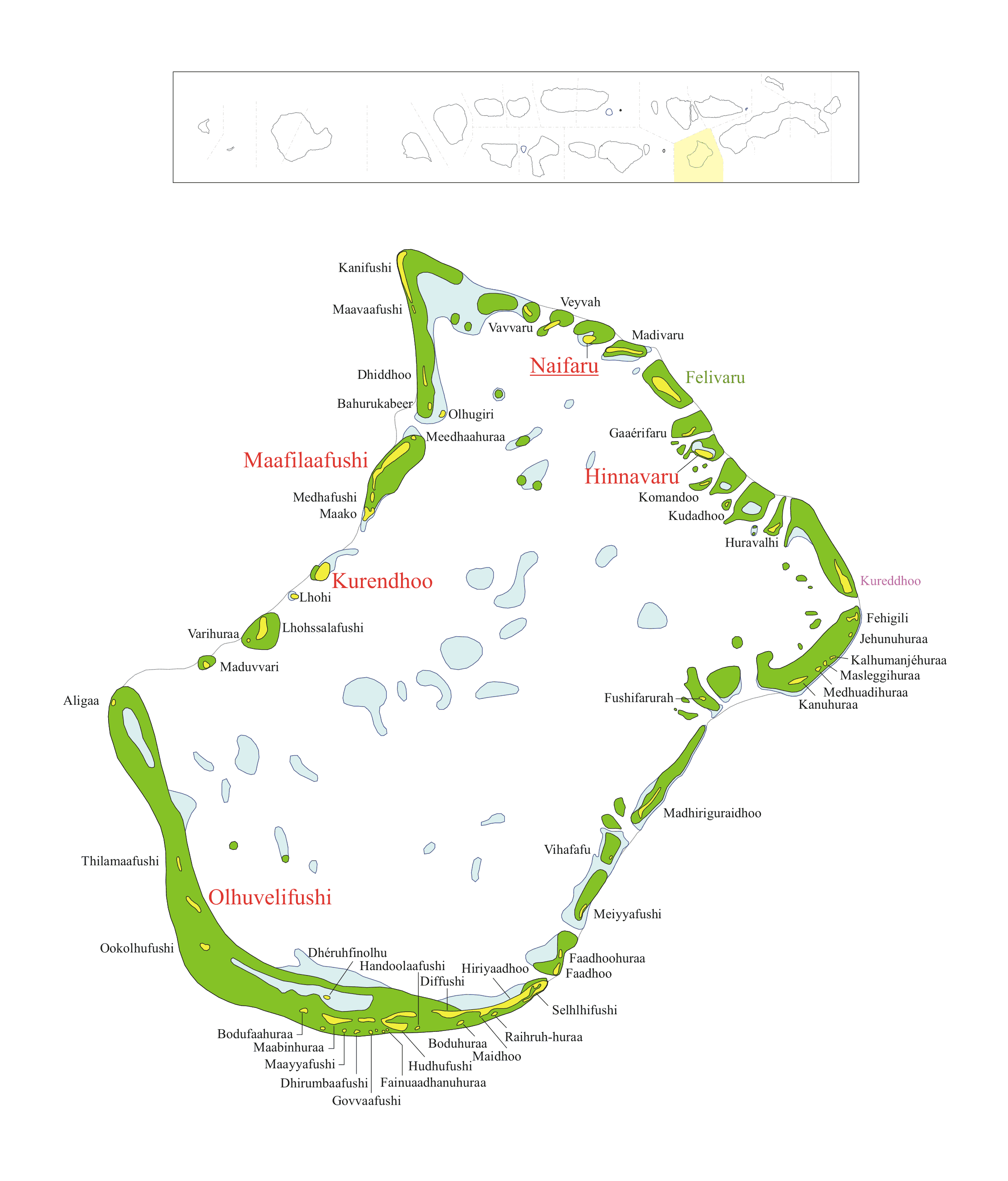
Lavijani atol

- Daravandú
- Donfanu
- Édafusi
- Fehendú
- Fuladú
- Goidú
- Hitádú
- Kamadú
- Kendú
- Kihádú
- Kudarikilu
- Málos
- Tuládú

## Lhaviyani

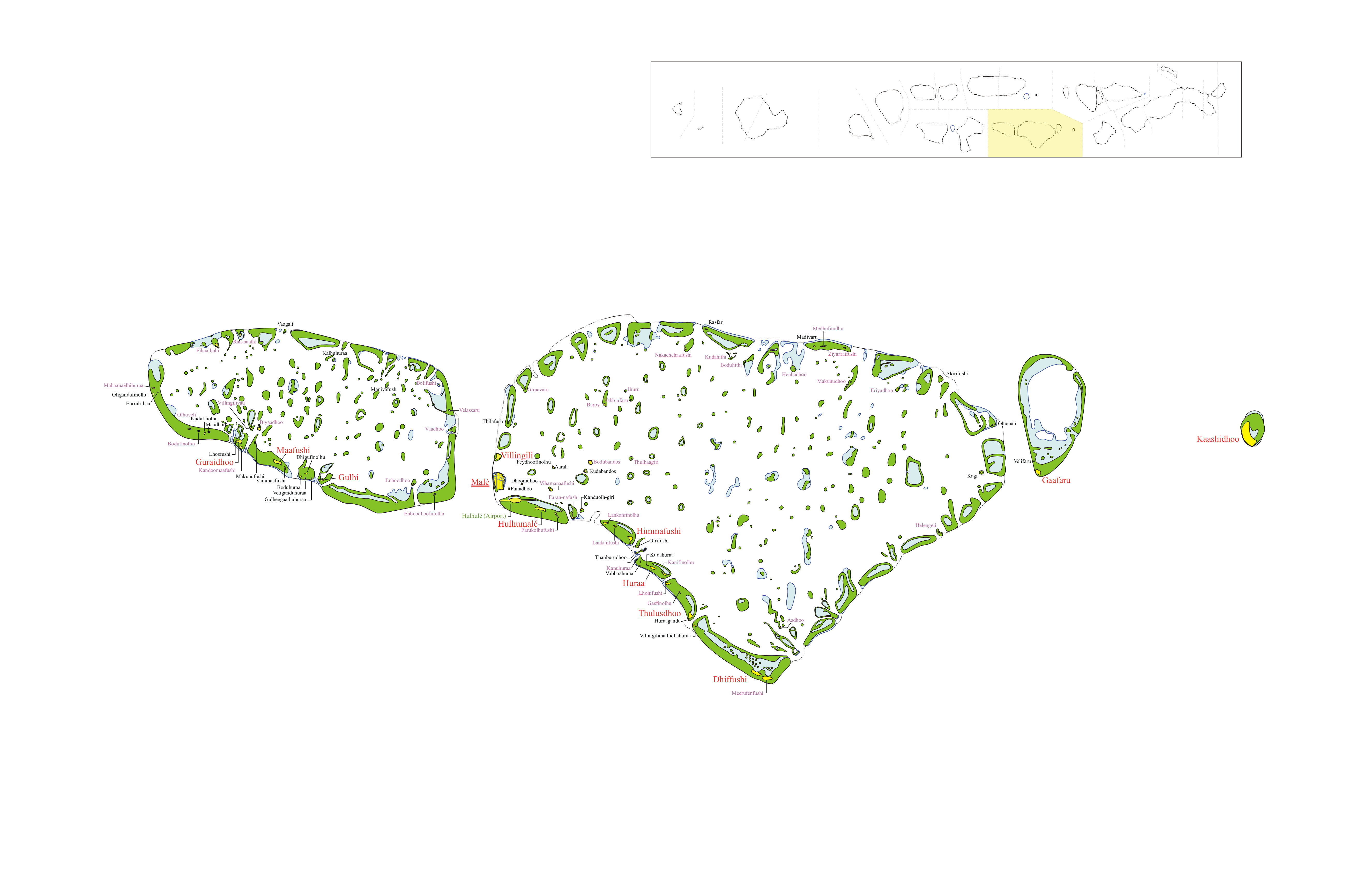
Káfu atol

- Hinnavaru
- Kurendú
- Máfiláfusi
- Naifaru
- Oluvelifusi

## Kaafu

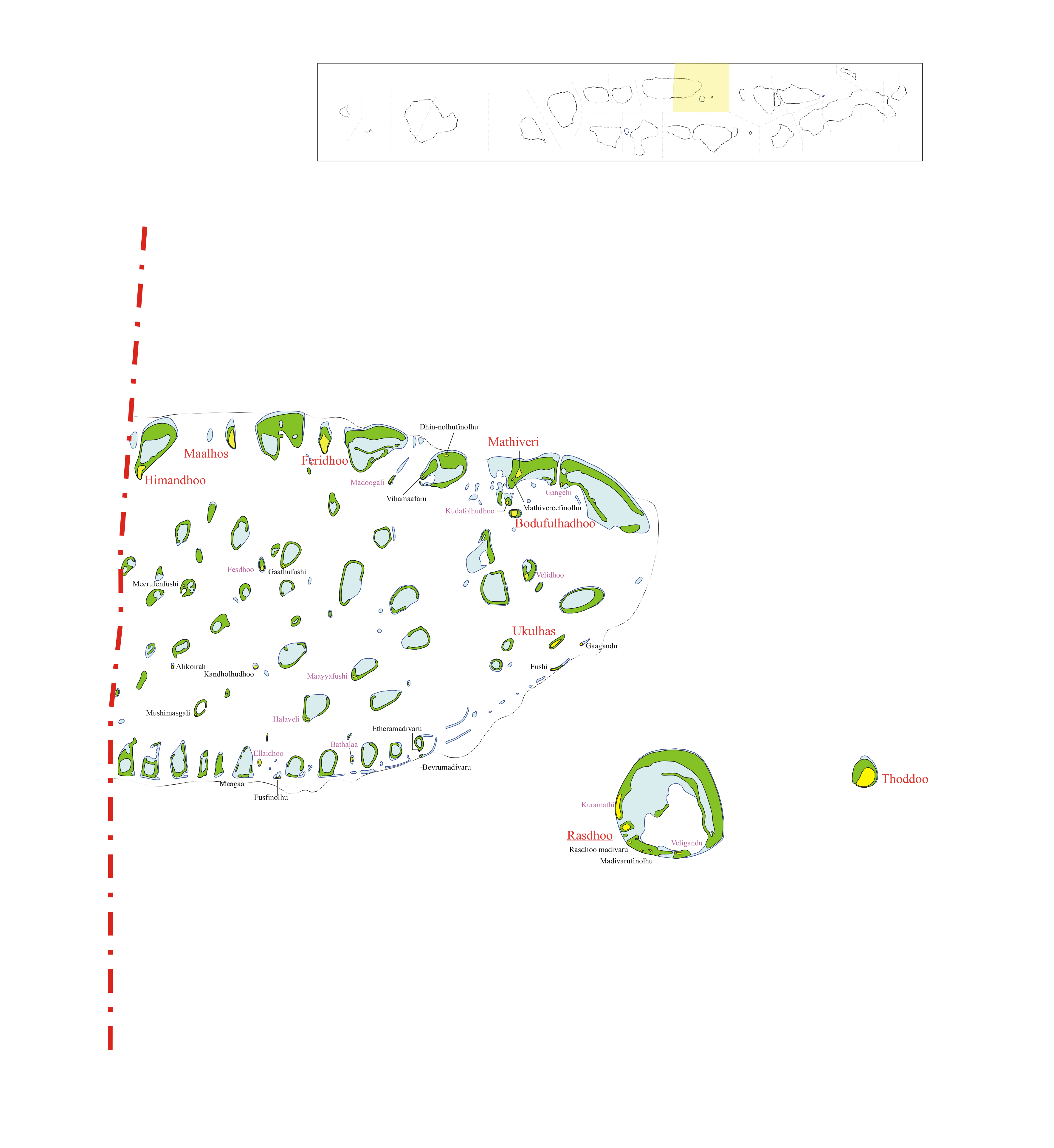
Alif Alif atol

- Diffusi
- Gáfaru
- Guli
- Guraidú
- Himmafusi
- Hurá
- Kásidú
- Máfusi
- Tulusdú
- Thilafushi

## Alif Alif

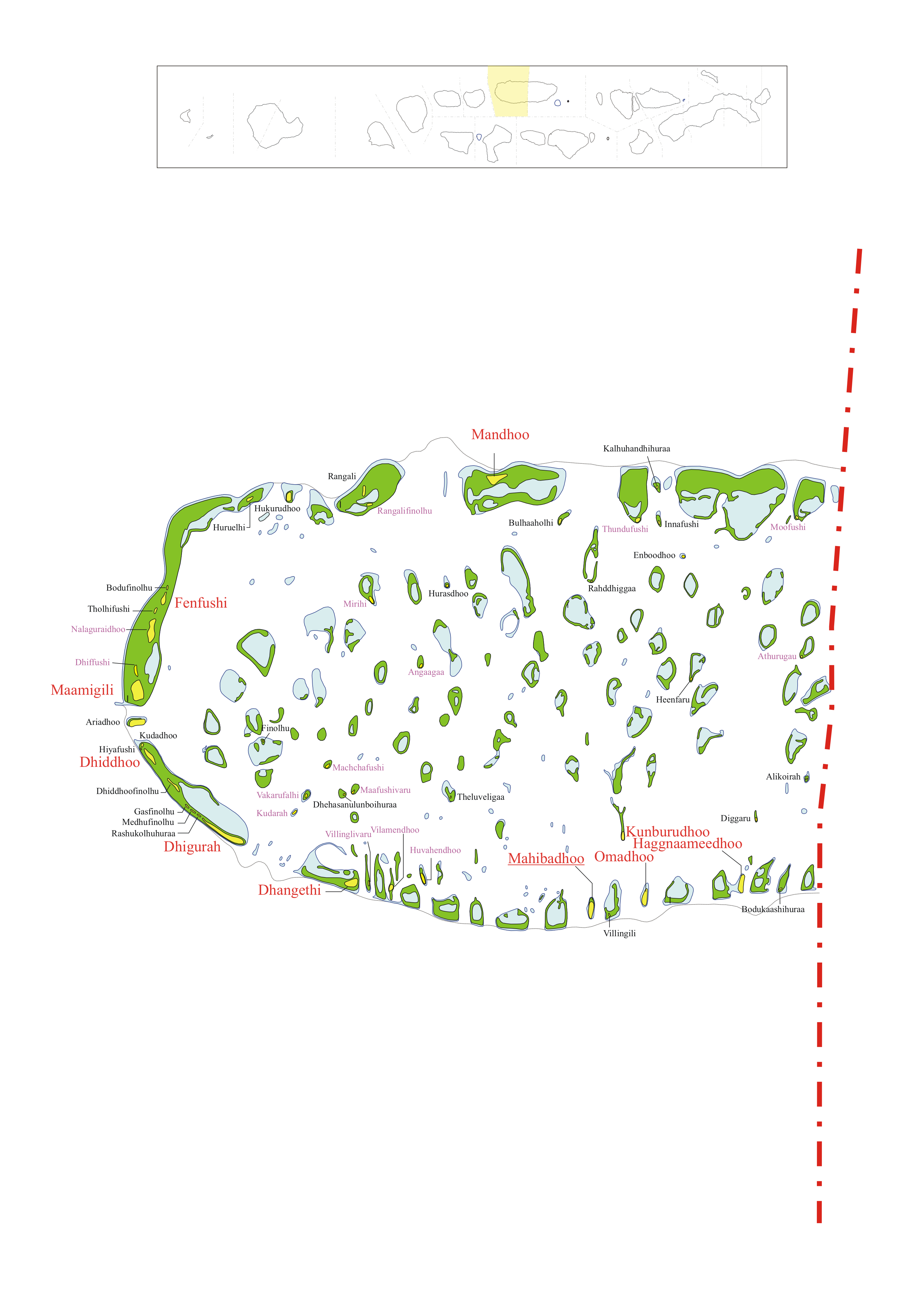
Alif Dál atol

- Bodufuladú
- Feridú
- Himandú
- Málos
- Mativeri
- Rasdú
- Toddú
- Ukulas

## Alif Dhaal

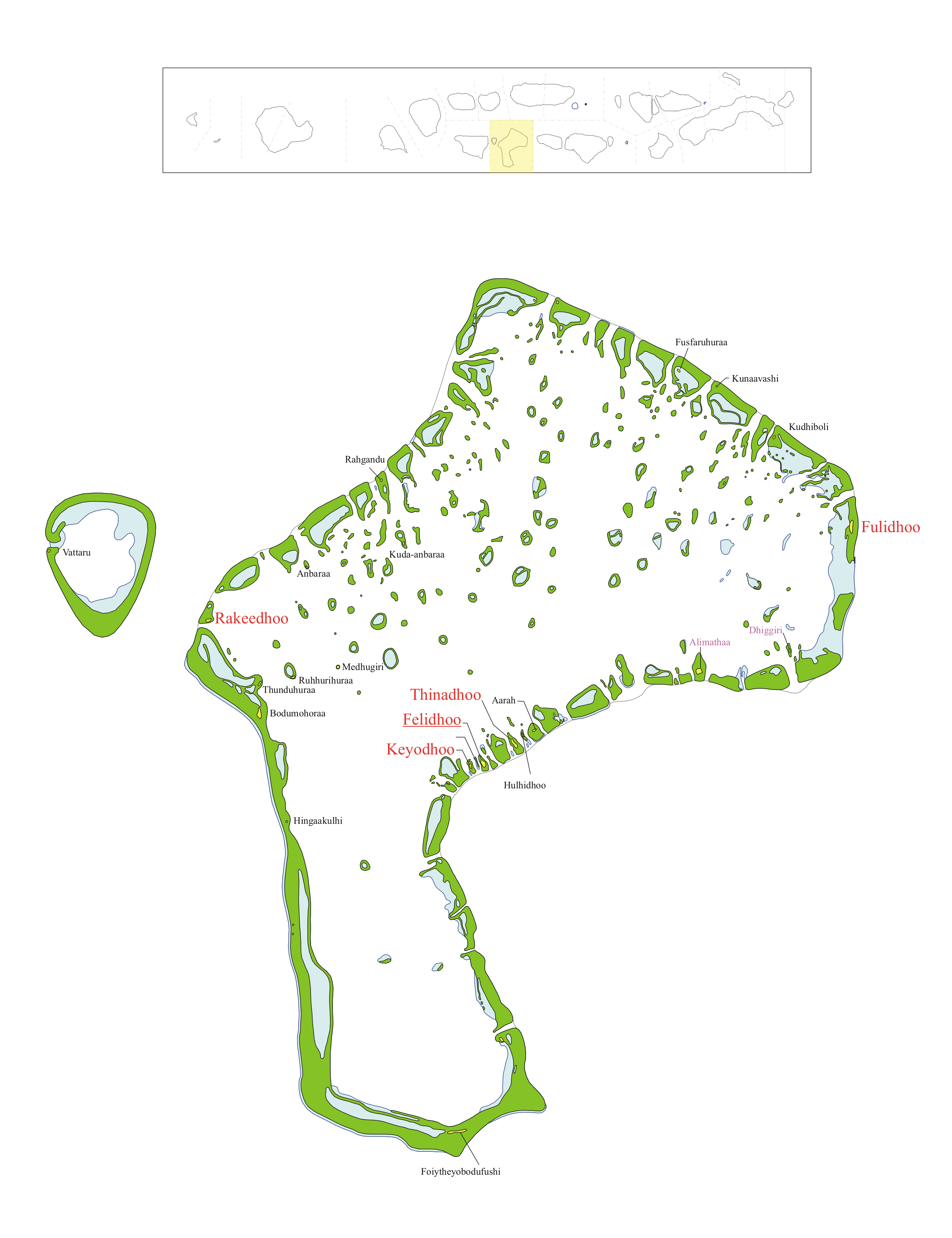
Vávu atol

- Dangeti
- Diddú
- Digurah
- Fenfusi
- Haggnámídú
- Kunburudú
- Mámingili
- Mahibadú
- Mandú
- Omadú

## Vaavu

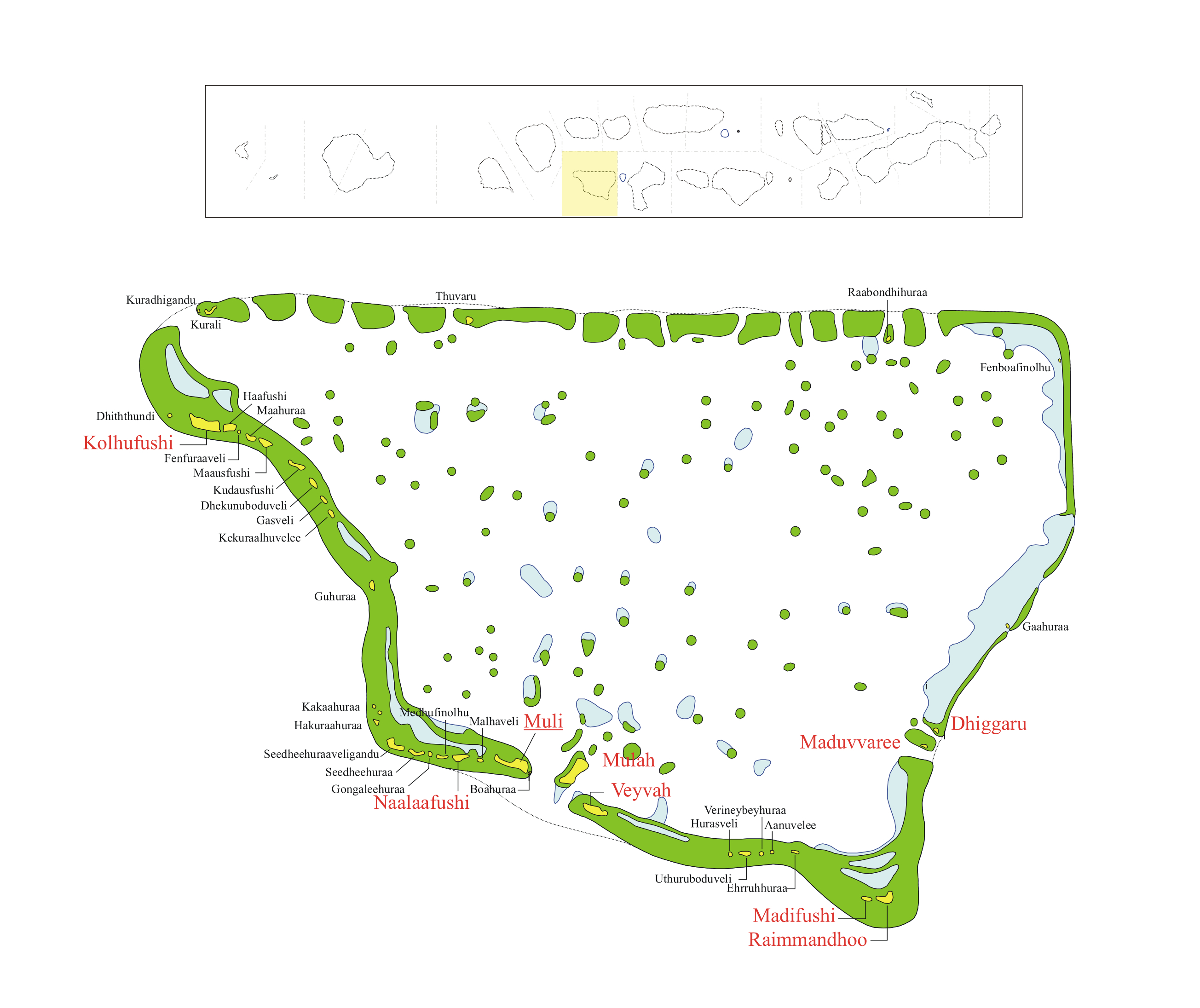
Mínu atol

- Felidú
- Fulidú
- Kéodú
- Rakídú
- Tinadú

## Meemu

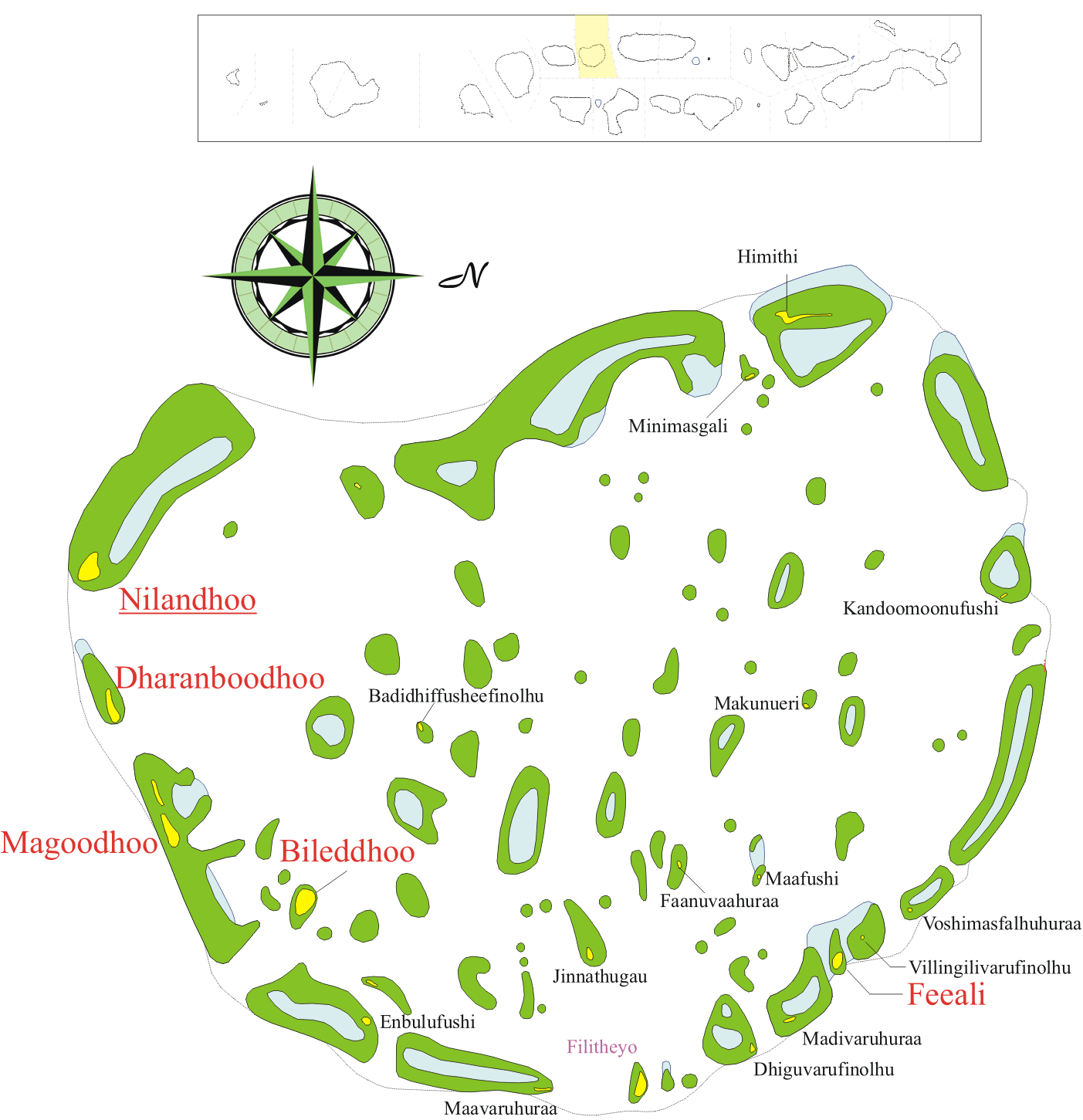
Fáfu atol

- Diggaru
- Kolufusi
- Madifusi
- Maduvvarí
- Mulah
- Muli
- Náláfusi
- Raimmandú
- Vévah

## Faafu
- Bileddú
- Daranbúdú
- Fíali
- Magúdú
- Nilandú

## Dhaalu

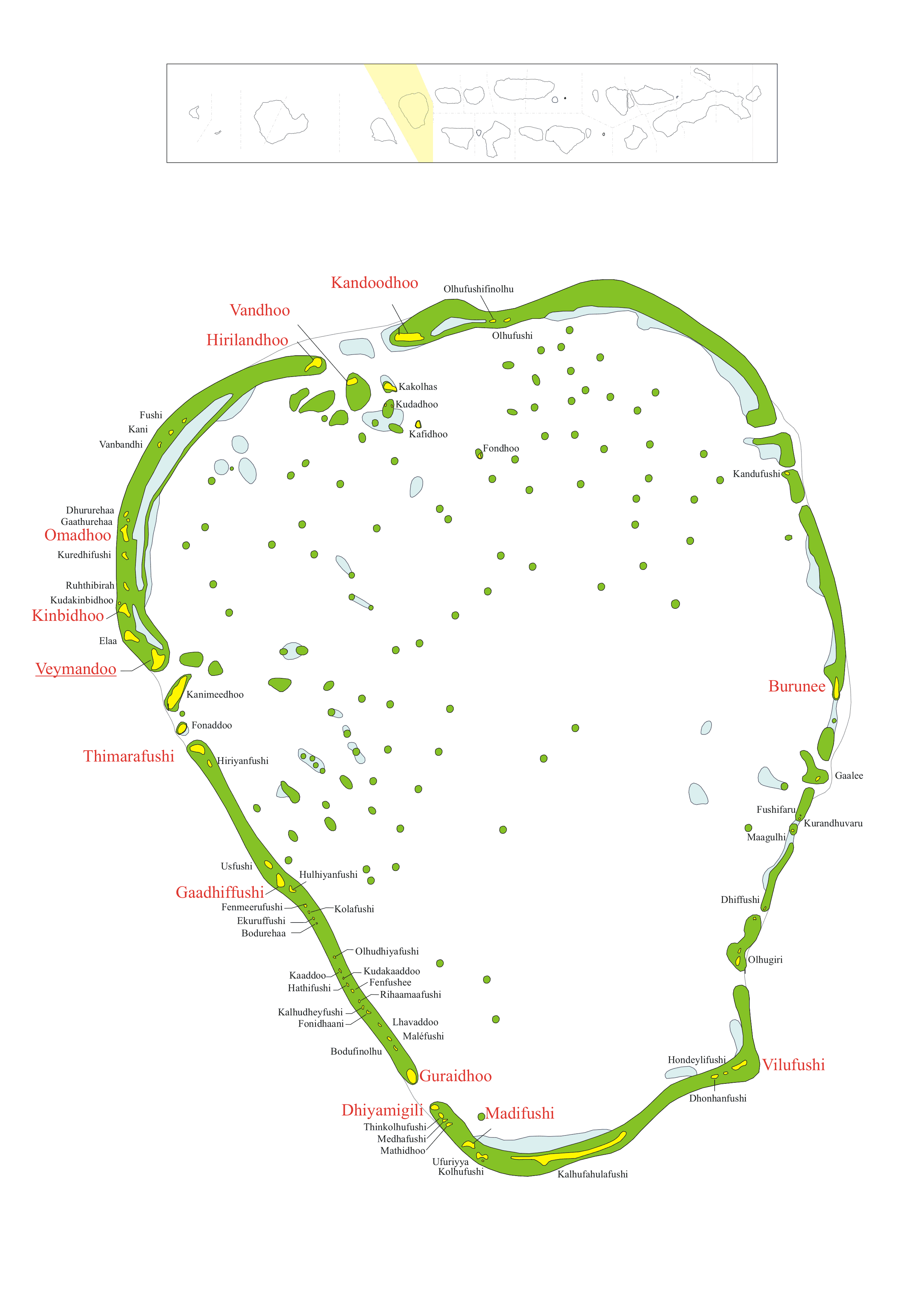
Tá atol

- Bandidú
- Gemendú
- Huludeli
- Kudahuvadú
- Máenbúdú
- Mídú
- Rinbudú
- Vání

## Thaa

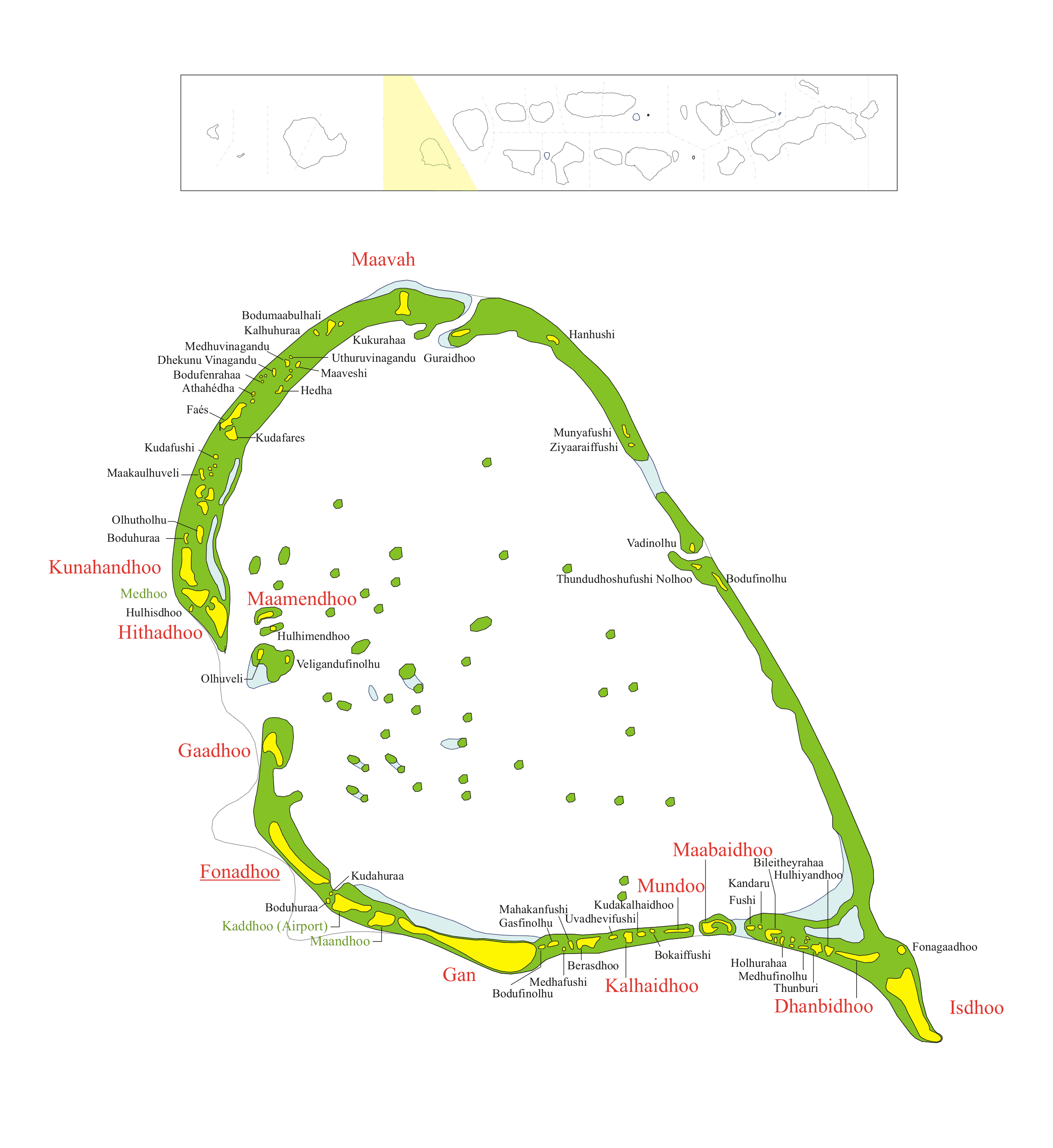
Atol Lámu

- Buruní
- Dijamingili
- Gádiffusi
- Guraidú
- Hirilandú
- Kandúdú
- Kinbidú
- Madifusi
- Omadú
- Timarafusi
- Vandú
- Vémandú
- Vilufusi

## Laamu

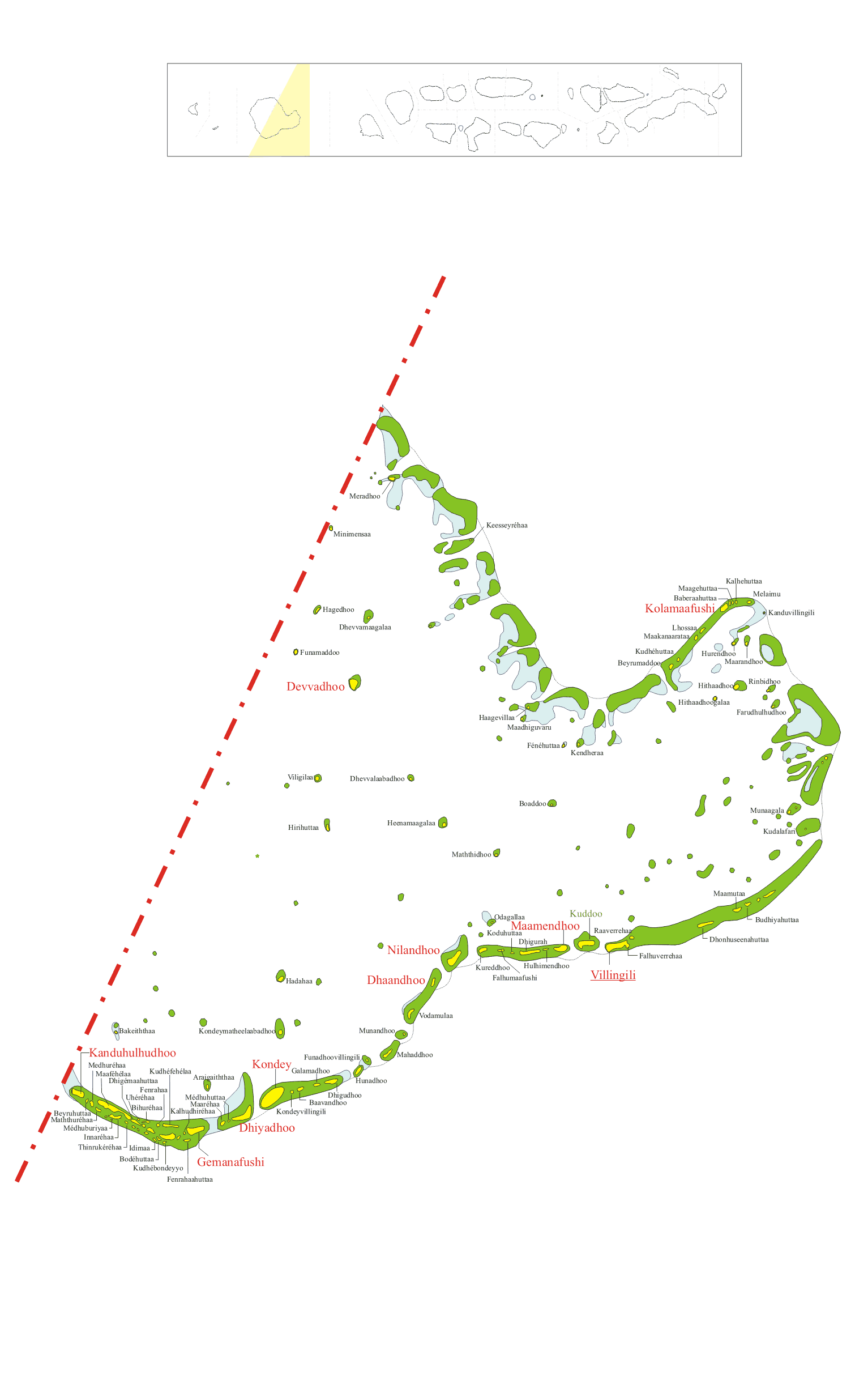
Gáfu Alif atol

- Danbidú
- Fonadú
- Gádú
- Gan
- Hitadú
- Isdú
- Kalaidú
- Kunahandú
- Mábaidú
- Mámendú
- Mávah
- Mundú

## Gaafu Alif

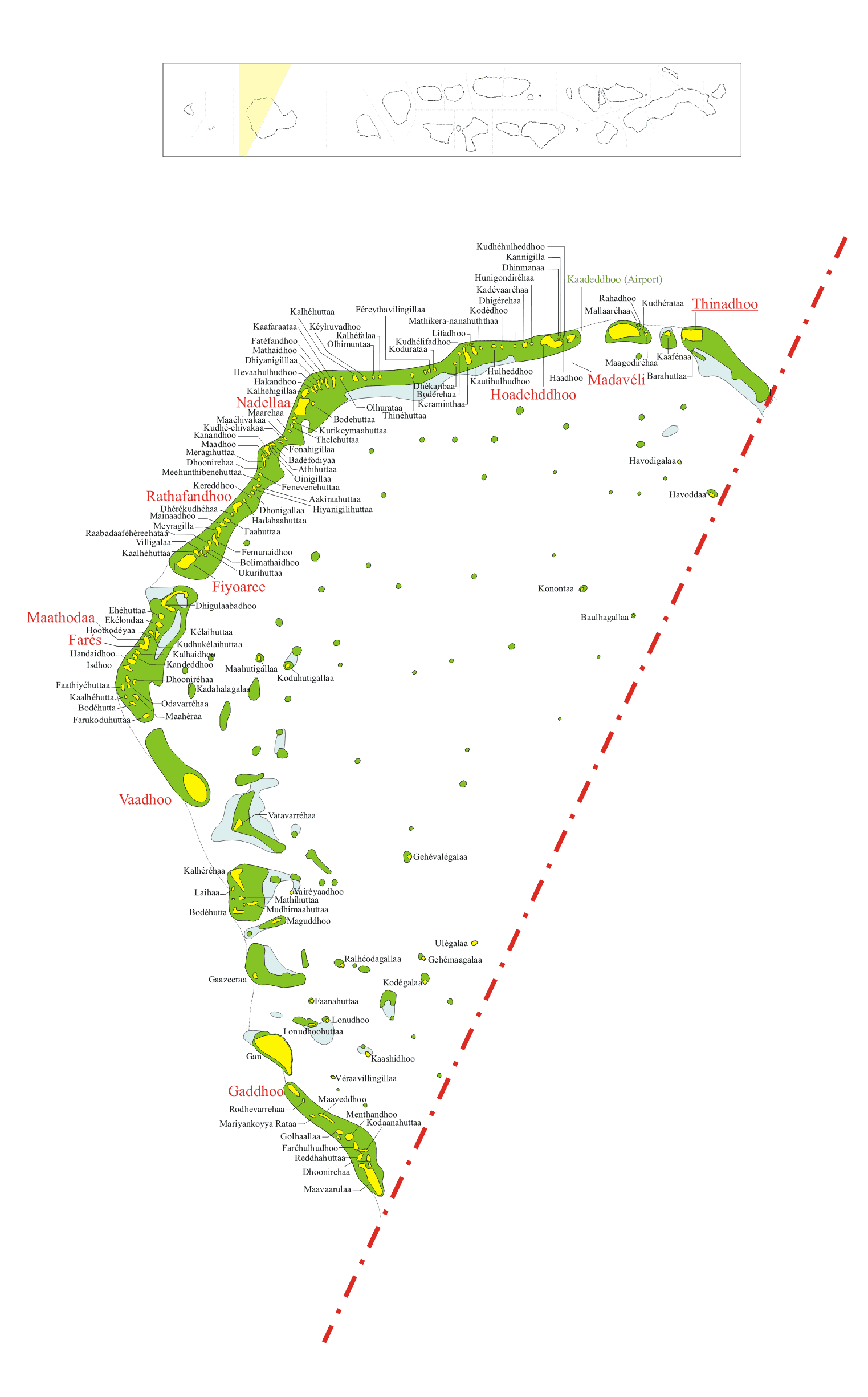
Gáfu Dálu atol

- Dándú
- Devvadú
- Dijadú
- Gemanafusi
- Kanduhuludú
- Kolamáfusi
- Kondé
- Mámendú
- Nilandú
- Vilingili

## Gaafu Dhaalu

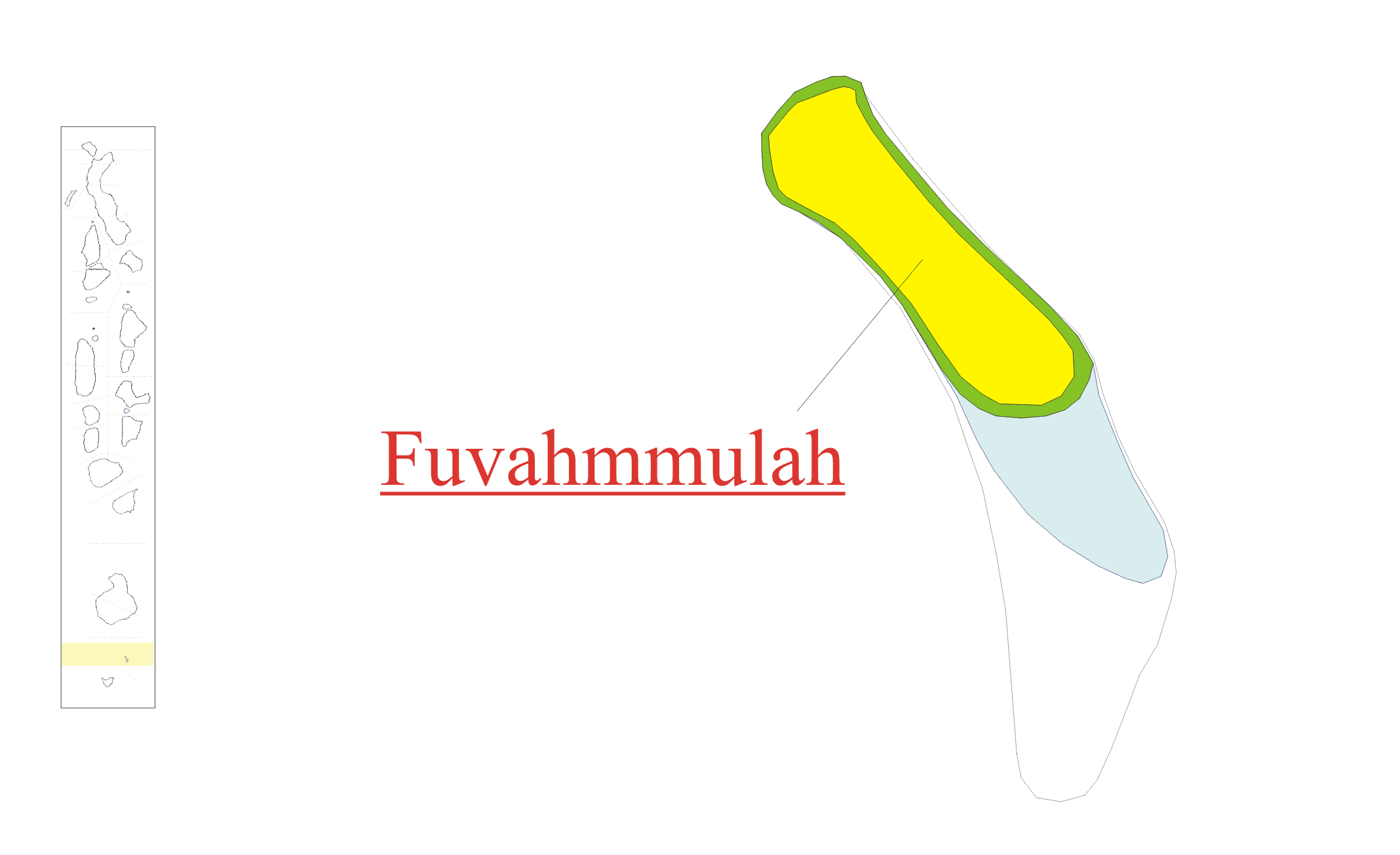
Gnavijani atol

- Fares
- Fijórí
- Gaddú
- Hóndeddú
- Mátodá
- Madaveli
- Nadellá
- Ratafandú
- Tinadú
- Vádú

## Gnaviyani
- Fuvammulah
  - Dhadimago, osada na ostrově Fuvammulah
  - Hōdhado, osada na ostrově Fuvammulah
  - Mālegan, osada na ostrově Fuvammulah
  - Dūndigan, osada na ostrově Fuvammulah
  - Funādo, osada na ostrově Fuvammulah
  - Miskimmago, osada na ostrově Fuvammulah
  - Dhashokubai, osada na ostrově Fuvammulah
  - Mādhado, osada na ostrově Fuvammulah
  - Diguvāndo, osada na ostrově Fuvammulah

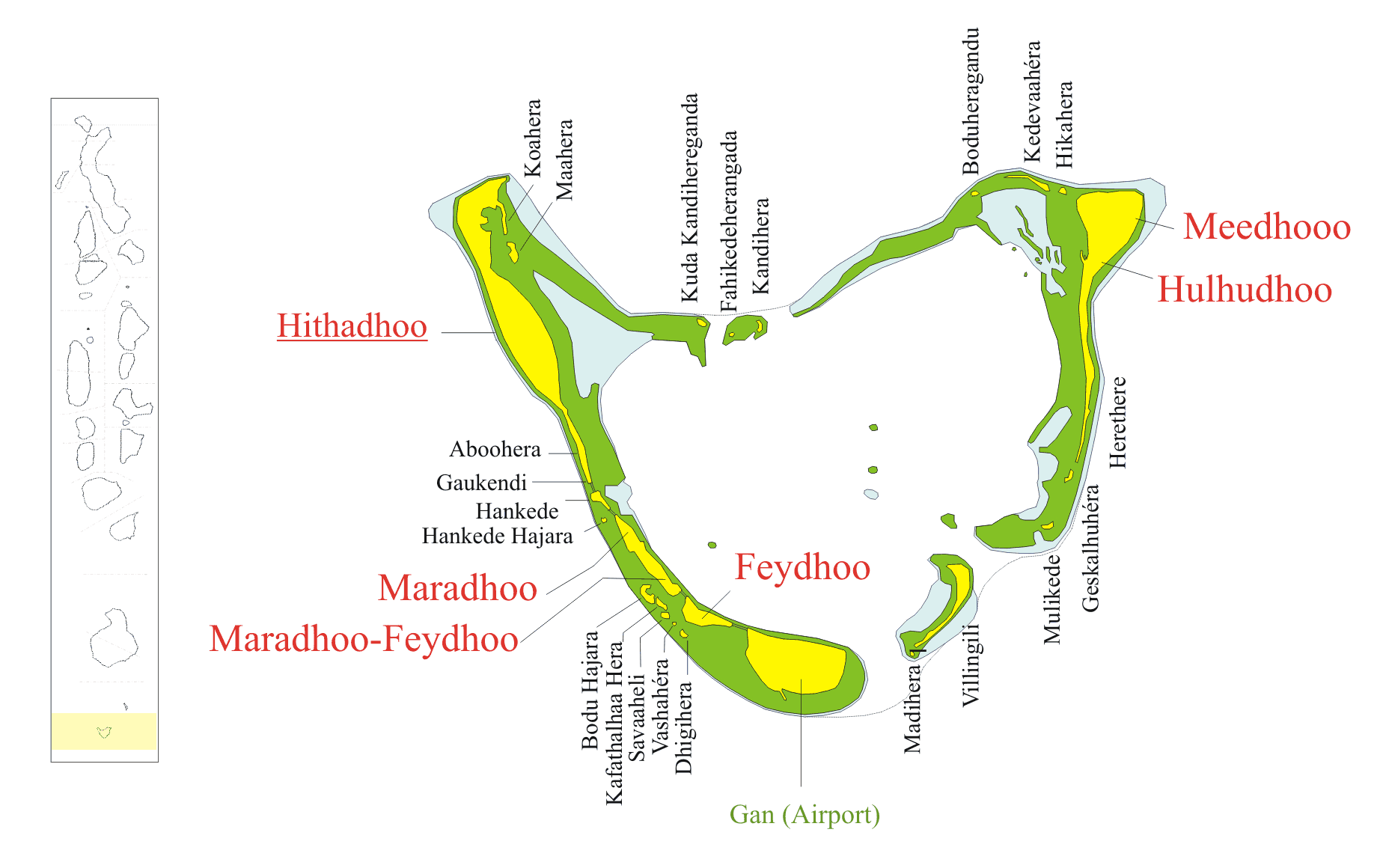
Sínu atol

## Seenu
- Heréthéré
  - Mídú, osada na ostrově Heréthéré
  - Huludú, osada na ostrově Heréthéré

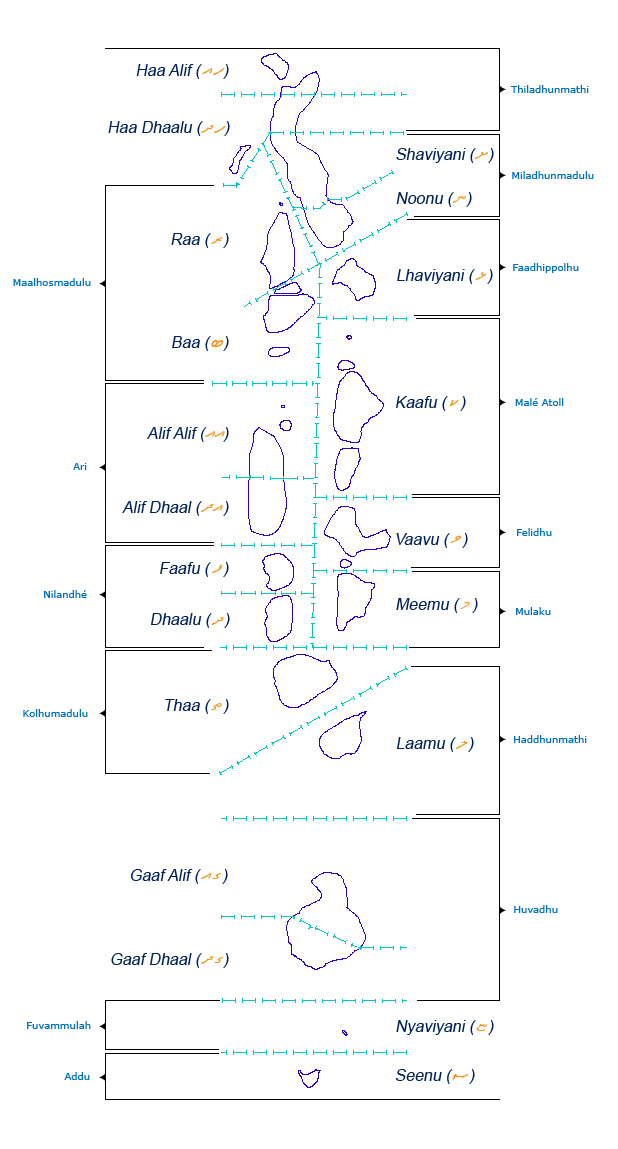
Administratívní členění Malediv

- Hitadú
- Maradú
- Maradú-Fédú
- Fédú